# 1913
1913 (MCMXIII) je bilo navadno leto, ki se je po gregorijanskem koledarju začelo na sredo.

## Dogodki
- 13. januar - Edward Carson ustanovi Ulstrsko prostovoljno enoto iz več lojalističnih milic za boj proti britanski upravi.
- 23. januar - İsmail Enver pride z državnim udarom na oblast v Osmanskem cesarstvu.
- 18. februar - mehiška revolucija: general Victoriano Huerta strmoglavi predsednika Madera in prevzame oblast v Mehiki.
- 4. marec - Woodrow Wilson nasledi Williama Howarda Tafta kot 28. predsednik Združenih držav Amerike.
- 12. marec - pričetek gradnje nove avstralske prestolnice Canberre.
- 18. marec - anarhist Alexandros Schinas izvede atentat na grškega kralja Jurija I. in konča njegovo 50-letno vladavino.
- 21. april - na Škotskem je splovljena prekooceanka RMS Aquitania družbe Cunard Line.
- 9. maj - v industrijskem območju osrednje Anglije izbruhne delavski upor in ogrozi priprave na prvo svetovno vojno.
- 13. maj - Igor Sikorski poleti z Ruskim vitezom, prvim štirimotornim letalom na svetu.
- 29. maj - premiera provokativnega baleta Pomladno obredje na glasbo Igorja Stravinskega v Parizu izzove nerede med publiko.
- 30. maj - s podpisom londonskega mirovnega sporazuma se konča prva balkanska vojna.
- 1. junij - s sklenitvijo zavezništva med Srbijo in Grčijo propade Balkanska liga.
- 29. junij - zaradi ozemeljskih sporov med nekdanjimi zaveznicami proti Osmanskemu cesarstvu izbruhne druga balkanska vojna.
- 10. julij - v Dolini smrti v Kaliforniji izmerijo 56,7 °C, najvišja zanesljivo zabeležena temperatura zraka v zgodovini.
- 29. julij - mednarodna skupnost prizna Kneževino Albanijo kot samostojno državo.
- 10. avgust - s podpisom Bukareške pogodbe se konča druga balkanska vojna; Makedonija je razdeljena, Severni Epir pripade Albaniji.
- 13. avgust - Harry Brearley izumi nerjavno jeklo.
- 26. avgust - v Dublinu se prične velik delavski upor zaradi oviranja sindikalnih gibanj.
- 20. avgust - letalec Adolphe Pégoud izvede prvi uspešen zasilni izskok s padalom iz letala.
- 9. september - podjetje BASF prične v tovarni v Nemčiji izdelovati gnojilo s Haber-Boschevim procesom.
- 12. september - 
  - letalec Roland Garros kot prvi preleti Sredozemsko morje (med Fréjusom v Franciji in Bizerto v Tuniziji).
  - časopis Slovenski narod razkrije prevaro vodiške Johance, ki naj bi čudežno točila Jezusove krvave solze.
- 10. oktober - ameriški predsednik Woodrow Wilson simbolično zaključi gradnjo panamskega prekopa.
- 16. oktober - v ladjedelnici v Portsmouthu je splovljena bojna ladja HMS Queen Elizabeth, prva ladja svojega tipa s pogonom na nafto namesto na premog.
- 31. oktober - odprta je Lincolnova avtocesta, prva avtocestna povezava med vzhodno in zahodno obalo Združenih držav Amerike.
- 6. november - Mohandas Gandhi je aretiran v Južni Afriki kot vodja shoda indijskih rudarjev proti dodatnim obdavčitvam.
- 1. december - podjetje Ford Motor Company uvede tekoči trak v proizvodni proces, kar velja za začetek obdobja množične proizvodnje.
- 21. december - Arthur Wynne v časopisu New York World objavi prvo križanko.

## Rojstva
- 1. januar - Ivan Potrč, slovenski pisatelj († 1993)
- 9. januar - Richard Nixon, ameriški politik († 1994)
- 4. februar - Rosa Parks, ameriška aktivistka († 2005)
- 6. februar - Mary Leakey, britanska paleoantropologinja († 1996)
- 27. februar - Paul Ricoeur, francoski filozof († 2005)
- 4. marec - John Garfield, ameriški filmski igralec († 1952)
- 14. marec - Osvaldo Moles, brazilski novinar († 1967)
- 15. marec - Paul Grice, angleški jezikoslovec in filozof († 1998)
- 21. marec - Gabrijel Stupica, slovenski slikar († 1990)
- 26. marec - Paul Erdős, madžarski matematik († 1996)
- 14. april - Vladimir Pavšič - Matej Bor, slovenski pesnik, pisatelj in dramatik († 1993)
- 11. maj - Jože Gale, slovenski režiser († 2004)
- 26. junij - 
  - Vida Tomšič, slovenska partizanka in političarka († 1998)
  - Maurice Wilkes, angleški računalnikar († 2010)
- 12. julij - Willis Eugene Lamb mlajši, ameriški fizik, nobelovec († 2008)
- 14. julij - Gerald Ford, ameriški pravnik in politik († 2006)
- 13. avgust - Makarios III., ciprski nadškof in politi († 1977)
- 16. avgust - Menahem Begin, izraelski politik († 1992)
- 20. avgust - Roger Wolcott Sperry, ameriški nevrofiziolog, nobelovec († 1994)
- 26. avgust - Boris Pahor, slovenski pisatelj († 2022)
- 2. september - Izrail Moisejevič Gelfand, rusko-ameriški matematik in biolog († 2009)
- 4. september - Kenzō Tange, japonski arhitekt († 2005)
- 12. september - Jesse Owens, ameriški atlet († 1980)
- 24. september - Lawrence Hugh Aller, ameriški astronom († 2003)
- 10. oktober - Claude Simon, francoski pisatelj, nobelovec († 2005)
- 2. november - Burt Lancaster, ameriški igralec († 1994)
- 5. november - Vivien Leigh, britanska igralka († 1967)
- 7. november - Albert Camus, francoski pisatelj, filozof, nobelovec († 1960)
- 7. december - František Čap, češki režiser († 1972)
- 18. december - Willy Brandt, nemški politik, nobelovec († 1992)

## Smrti
- 22. februar - 
  - Francisco I. Madero, mehiški državnik, predsednik Mehike (* 1873)
  - Ferdinand de Saussure, švicarski filozof in jezikoslovec (* 1875)
- 10. marec - Harriet Tubman, ameriška abolicionistka (* okoli 1820)
- 18. marec - Jurij I., grški kralj (* 1845)
- 31. marec - J.P. Morgan, ameriški finančnik, bankir in človekoljub (* 1837)
- 18. julij - Karol Glaser, slovenski literarni zgodovinar in prevajalec (* 1845)
- 20. september - Rudolf Diesel, nemški izumitelj in strojni inženir (* 1858)
- 7. november - Alfred Russel Wallace, britanski biolog, geograf in raziskovalec (* 1823)
- 22. november - Tokugava Jošinobu, japonski šogun (* 1837)
- 12. december - Menelik II., etiopski neguš negasti (* 1844)
- 31. december - Seth Carlo Chandler mlajši, ameriški astronom (* 1846)

## Nobelove nagrade
- Fizika - Heike Kamerlingh-Onnes
- Kemija - Alfred Werner
- Fiziologija ali medicina - Charles Robert Richet
- Književnost - Rabindranath Tagore
- Mir - Henri La Fontaine